# Esthera Petre
Esthera Petre (ur. 13 maja 1990) – rumuńska lekkoatletka specjalizująca się w skoku wzwyż.
Nie udało jej się awansować do finału mistrzostw świata juniorów w 2006, a w kolejnym sezonie była siódma na mistrzostwach Europy juniorów oraz piąta na mistrzostwach świata juniorów młodszych. W 2008 była szósta na mistrzostwach świata juniorów, a w 2009 piąta na juniorskich mistrzostwach Starego Kontynentu. W 2009 i 2011 bez powodzenia brała udział w halowych mistrzostwach Europy. W lipcu 2011 wygrała młodzieżowe mistrzostwa Europy, a z wynikiem 1,98 wyrównała rekord imprezy. Medalistka mistrzostw Rumunii, juniorskich mistrzostw krajów bałkańskich oraz reprezentantka swojego kraju w drużynowych mistrzostwach Europy.
Rekordy życiowe: stadion – 1,98 (16 lipca 2011, Ostrawa); hala – 1,94 (15 stycznia 2012, Bukareszt). 

## Osiągnięcia
| Rok  | Impreza                               | Miejsce   | Lokata            | Wynik |
| ---- | ------------------------------------- | --------- | ----------------- | ----- |
| 2006 | Mistrzostwa świata juniorów           | Pekin     | el. – 14. miejsce | 1,81  |
| 2007 | Mistrzostwa Europy juniorów           | Hengelo   | 7. miejsce        | 1,79  |
| 2007 | Mistrzostwa świata juniorów młodszych | Ostrawa   | 5. miejsce        | 1,81  |
| 2008 | Mistrzostwa świata juniorów           | Bydgoszcz | 6. miejsce        | 1,82  |
| 2009 | Halowe mistrzostwa Europy             | Turyn     | el. – 14. miejsce | 1,80  |
| 2009 | Mistrzostwa Europy juniorów           | Nowy Sad  | 5. miejsce        | 1,84  |
| 2011 | Halowe mistrzostwa Europy             | Paryż     | el. – 16. miejsce | 1,85  |
| 2011 | I liga drużynowych mistrzostw Europy  | Izmir     | 2. miejsce        | 1,89  |
| 2011 | Młodzieżowe mistrzostwa Europy        | Ostrawa   | 1. miejsce        | 1,98  |
| 2011 | Mistrzostwa świata                    | Taegu     | el. – 14. miejsce | 1,92  |
| 2012 | Halowe mistrzostwa krajów bałkańskich | Stambuł   | 2. miejsce        | 1,91  |
| 2012 | Halowe mistrzostwa świata             | Stambuł   | 7. miejsce        | 1,92  |
| 2012 | Igrzyska olimpijskie                  | Londyn    | el. – 20. miejsce | 1,85  |
| 2013 | Halowe mistrzostwa Europy             | Göteborg  | el. – 18. miejsce | 1,80  |